# Thelopsis
Thelopsis  Nyl. (płodnica) – rodzaj grzybów z rodziny Stictidaceae. Ze względu na współżycie z glonami zaliczany jest do grupy porostów.

## Systematyka i nazewnictwo
Pozycja w klasyfikacji według Index Fungorum: Stictidaceae, Ostropales, Ostropomycetidae, Lecanoromycetes, Pezizomycotina, Ascomycota, Fungi.
Synonimy nazwy naukowej: Dithelopsis Clem., Haplothelopsis Vain., Holothelis Clem., Sychnoblastia Vain., Sychnogonia Trevis., Thelopsidomyces Cif. & Tomas.
Nazwa polska według W. Fałtynowicza.

## Niektóre gatunki
- Thelopsis isiaca Stizenb. 1895
- Thelopsis melathelia Nyl. 1864 – płodnica czarna
- Thelopsis rubella Nyl. 1855 – płodnica czerwonawa

Nazwy naukowe na podstawie Index Fungorum. Uwzględniono tylko taksony zweryfikowane. Nazwy polskie według W. Fałtynowicza.